# Servon-sur-Vilaine
Servon-sur-Vilaine är en kommun i departementet Ille-et-Vilaine i regionen Bretagne i nordvästra Frankrike. Kommunen ligger i kantonen Châteaugiron som tillhör arrondissementet Rennes. År 2022 hade Servon-sur-Vilaine 4 032 invånare.

## Befolkningsutveckling
Antalet invånare i kommunen Servon-sur-Vilaine
Referens:INSEE